# Veľký Bukovec
Veľký Bukovec (1011 m n. m.) je hora ve slovenské části Bukovských vrchů. Nachází se v dlouhé rozsoše vybíhající na jih z hory Ďurkovec (1188 m). Na severu sousedí s bezejmenným vrcholem 997 m, na jihu s vrcholem Kýčera (980 m). Východním směrem vybíhá z hory rozsocha směřující k vrcholu Stolová (934 m). Východní svahy klesají do údolí Hrabového potoka, severozápadní do údolí potoka Ulička a jihozápadní do údolí Ruského potoka. Na jihozápadní straně se rozkládá přírodní rezervace Borsučiny.

## Přístup
- po neznačených lesních cestách z okolních obcí (Runina, Ruský Potok, Zboj)
- po neznačené lesní cestě po hřebeni z Ďurkovce